# 反復法 (数値計算)
反復法（はんぷくほう、英: iterative method）とは、数値解析分野における手法のうち、反復計算を用いるものの総称。これに対し、有限回の手順で解を得る数値解法は直接法（英: direct method）と呼ばれる。反復法では、適当な初期点 {\displaystyle x_{0}} から出発して反復式 {\displaystyle x_{i+1}=x_{i}+d_{i}} によって点列 {\displaystyle \{x_{i}\}} を生成し最終的に最適解に収束させようとする。アルゴリズムが単純であるために古くから用いられ、これまで様々な関数族 {\displaystyle \{f(\mathbf {X} )\}} が提案されてきた。

## アルゴリズム
与えられた関数 f について f (x) = 0 を満たす値 x を得ることを目的とする。反復法の一般的なアルゴリズムは以下のようになる：
1. 初期値x0 ∈ Rn を定める。i = 0 とおく。
2. 漸化式
{\displaystyle x_{i+1}=g(x_{i})}
によりxi + 1 を求める。ここでg はf より決まる関数である。
3. 適当な判断基準
{\displaystyle r(x_{i},x_{i+1})\leq \epsilon \quad (\epsilon >0)}
が成り立てば（このことを収束と表現する）停止し、xi を解とする。そうでなければi → i + 1 とし、ステップ2へ戻る。通常、判断基準には
{\displaystyle r(x_{i},x_{i+1})=|x_{i+1}-x_{i}|}
などが採られる。

## 例
関数 g の取り方によって種々の方法がある。

### ニュートン法
関数 f が適当に滑らかな関数ならば、f の零点を求めるための関数 g を
{\displaystyle g(x)=x-{\frac {f(x)}{f'(x)}}}
ととれば、これはニュートン法となる。これは収束する場合は2次収束 (英: Quadratic convergence) となる。すなわち、根を {\displaystyle a}、{\displaystyle \Delta x_{i}\triangleq x_{i}-a} とし、
{\displaystyle \Delta x_{i+1}={\frac {f^{\prime \prime }(a)}{2f^{\prime }(a)}}(\Delta x_{i})^{2}+O[\Delta x_{i}]^{3}}

### ハレー法
ハレー法では
{\displaystyle g(x)=x-{\frac {f(x)}{f'(x)-{\frac {f''(x)f(x)}{2f'(x)}}}}}

ととる。これは収束する場合は3次の収束となる。すなわち、
{\displaystyle \Delta x_{i+1}={\frac {3(f^{\prime \prime })^{2}-2f^{\prime }f^{\prime \prime \prime }}{12(f^{\prime })^{2}}}(\Delta x_{i})^{3}+O[\Delta x_{i}]^{4}}

### その他
- 固有値問題に対するべき乗法[2]
- ヤコビ法 (固有値問題)[2][3]
- 数値線形代数における共役勾配法[3][4]
- 二分法
- デュラン＝カーナー法[2]
- ブレント法
- 区間ニュートン法[5]

## 不動点反復法
上記アルゴリズムでは、i +1 回目の近似解 xi+1 は直前の近似解 xi のみの関数であるが、これを一般化した不動点反復法または l 点反復法は
{\displaystyle x_{i+1}=g(x_{i},x_{i-1},\ldots ,x_{i-l+1}),\qquad l\geq 1}
という形で表される。ニュートン法は l = 1、割線法は l = 2 の場合である。反復関数 g は f (α) = 0 を満たす真の解 α に対し
{\displaystyle g(\alpha ,\alpha ,\ldots ,\alpha )=\alpha }
を満たす。このことから α は g の不動点（英: Fixed point）と呼ばれる。
l = 1 の場合、この反復法の収束性についての十分条件として、次の不動点定理が成り立つ：不動点反復法
{\displaystyle x_{i+1}=g(x_{i})}
は、反復関数 g が以下の条件を満たすとき唯一の不動点 α に収束する。
1. g(x) は区間 I = [a, b] で連続。
2. すべての x ∈ I に対して g(x) ∈ I。
3. すべての x, y ∈ I, x ≠ y に対して
{\displaystyle |g(x)-g(y)|<L|x-y|}
を満たす、x, y に無関係な定数 L (0 ≦ L < 1) が存在する。

不動点定理の条件が成り立つならば、適当な初期値 x0 ∈ I を選んで反復計算を行うと、xi は区間 I 内に唯一つ存在する不動点 α に収束することが示せる。

### 和文
- 矢部博『工学基礎 最適化とその応用』（初版）数理工学社、2006年3月25日。ISBN 4-901683-34-9。
- 藤野清次、張紹良. (1996). 反復法の数理. 朝倉書店.
- Richard Barrett, et al.: Templates for the Solution of Linear Systems: Building Blocks for Iterative Methods, SIAM，ISBN 978-0-89871-328-2 (1994年).
  - 上記書籍の長谷川里美、長谷川秀彦、藤野清次(訳）：「反復法 Templates」、朝倉書店、ISBN 4-254-11401-X (1996年3月10日)。

### 英文

#### 数値線形代数
- Saad, Y. (2003). Iterative methods for sparse linear systems. SIAM.
- Hageman, L. A., & Young, D. M. (2012). Applied iterative methods. Courier Corporation.
- Traub, J. F. (1982). Iterative methods for the solution of equations. American Mathematical Society.
- Greenbaum, A. (1997). Iterative methods for solving linear systems. SIAM.

#### 求根アルゴリズム
- Kelley, C. T. (1995). Iterative methods for linear and nonlinear equations. SIAM.
- Ortega, J. M., & Rheinboldt, W. C. (1970). Iterative solution of nonlinear equations in several variables. SIAM.

#### 最適化問題
- Kelley, C. T. (1999). Iterative methods for optimization. SIAM.
- Samuel, J. L. S., & Pizzo, K. J. T. (1972). Iterative methods for nonlinear optimization problems. Prentice-Hall, Englewood Cliffs.